# Frederick Chapman (football)
Frederick Chapman (né le 10 mai 1883 à Nottingham en Angleterre, et mort le 7 septembre 1951) est un joueur de football international anglais, qui évoluait au poste de demi-centre. Il remporte avec l'équipe britannique la médaille d'or aux Jeux olympiques de 1908.

## Biographie

### Carrière en club
Frederick Chapman joue au Stade rennais, en France, de 1911 à 1914. Il y marque quatre buts en vingt-six matchs de championnat disputés.

### Carrière en sélection
Il figure dans le groupe des sélectionnés lors des Jeux olympiques de 1908 organisés à Londres. Lors de la compétition, il dispute trois matchs et marque deux buts.

## Palmarès
Grande-Bretagne olympique
- Jeux olympiques (1) :
  -  Or : 1908.